# گاوماهی آمور
نام لاتین: Rhinogobius similes
نام فارسی: گاو ماهی
خصوصیات کلیدی:DVI 9-10 A.9-10 squ 28-33
سر بدون فلس یا فقط بر روی پیشانی فلس دارد، باله پشتی و مخرجی کوتاه، فلسها شانه ای(Ctenoid)، لکه تیره پشتی بین اولین و دومین شعاع اولین باله پشتی وجود ندارد.رنگ لبه‌های باله پشتی و مخرجی متمایل به نارنجی است.
اندازه:نمونه‌های بالغ دارای طول متوسط50-100 میلی‌متر میباشند.
زیستگاه:آبهای شیرین، قسمتهای پایینی و میانی رودخانه ها.
غذا:بی مهرگان آبزی سبز رودخانه.
اهمیت اقتصادی:برای کشور ایران یک گونه غیر بومی است.که با توجه به اندازه کوچک آن ارزش صید ورزشی یا اقتصادی را ندارد.
پراکنش:به حوضه رودخانه تجن در ترکمنستان پیوند زده شده است.